# Явор Кирин
Явор Кирин е български музикант, композитор и текстописец, бивш член на група „Алегро“ и група „Пластмаса“.

## Биография
Роден е в София. Завършва Техникума по електротехника „Киров“. Учи китара от 10-годишен и взема уроци по пеене при Алис Боварян в периода 1987 – 9 г. Отслужва военната си служба от 1990 до 1991 г.
Започва активната си музикална дейност през 1992 г. с група „Алегро“. Още същата година групата печели специалната награда за алтернативен рок на фестивала „Рок Златен Орфей“ в Благоевград с композицията „Мъглата“. В групата Кирин е автор на музика и текстове към повечето от песните им. Заедно издават три албума в периода 1991 – 2000 г.
Големият пробив на групата е през 1997 г. със сингъла „Стъклено“ от втория им албум „Моногама“. Автор на текста и музиката на песента е Явор Кирин. През същата и следващата година групата участва в конкурса за български популярни песни „Златният Орфей“.
През 1997 г. с песента „Стъклено“ групата получава трета награда на Четвъртия национален поп рок фестивал „Сребърен Ерос“. Следват участия в клубове и фестивали в страната – „РокФест Царево 98“, „Бергсток 98“, „Рок Филм Фест 98“, годишен концерт на RFI (Radio France Internationale) в София. През 1998 г. „Алегро“ представят България на фестивала „Славянский базар“ в Одеса, Украйна.
През 2000 г. Кирин за пръв път е забелязан като автор от публиката със сингъла „Като слънце в огледало“, който той пише за Васил Найденов. През 2001 г. „Алегро“ се разпада и той записва самостоятелен сингъл „За една секунда“ (2002 г.). Песента има успех и той решава да се отдаде на творческа дейност.
През 2005 г. в рамките на „Шоуто на Слави Трифонов“ по националната телевизия Би Ти Ви Явор Кирин е сред десетте избрани композитори от общо 3000, които пишат музика и текстове за петимата състезатели в шоуто „Ку-Ку академия“. Кирин работи за Владимир Димов, който достига до четвърто място.
През 2015 г. в класацията на БГ радио „100-те най-велики български текста на песни“ текста му за песента на Лили Иванова „За тебе бях“ е класиран от слушателите на трето място. През юли 2016 г. текстът му за песента „Морска история“, изпълнена от Стефан Илчев и Денислав Новев е отличена с наградата на публиката.
Кирин е автор на музика и текстове за песни за множество рок, поп и попфолк изпълнители, сред които: Лили Иванова, Васил Найденов, Нели Рангелова, Кристина Димитрова, Орлин Горанов, Ани Лозанова (с която имат дует – „Пингвин“), Маргарита Хранова (с която имат дует – „Българският футбол“), Звездомир Керемидчиев, Стоян Захариев, Николай Манолов, Боряна Бонева, Росина Катарджиева, Нора Караиванова, Тома Здравков, Димитър Ковачев – Фънки, Славена Даскалова, Стефан Илчев, Екстра Нина, Анжело, Владимир Димов, Камелия, Рени, Нелина, Бони, Кали, Софи Маринова, Пепа, Джина Стоева, Таня Боева, Поли Паскова, Тони Стораро, Никол, Ина, Нел, Даяна, Джони и др.

## Дискография

### С „Алегро“
- Барок (1991)
- Моногама (1997)
- Био (2000)

### С „Пластмаса“
- Пластмаса (2003)

## Награди
- 2007: III място в „ЕвроБГвизия“ – „По-добре“, текст. Изпълнява: Николай Манолов. Музика: Красимир Гюлмезов. Аранжимент: Емил Бояджиев.[4][5]
- 2007: III награда на „Бургас и морето“ – „Бялата лодка“, текст. Музика: Милен Македонски. Изпълняват: Нора Караиванова и Стефан Илчев.[6]
- 2006: Специална награда на I конкурс за нова българска песен „Златна Месемврия“ (Несебър) – „За теб“, текст. Изпълнява: Роберта. Музика и аранжимент: Александър Кипров.[7][8]
- 2005: II награда на „Бургас и морето“ – „Луд купон“ („Бум-бум“), текст (с Емил Бояджиев) и музика. Изпълнява: Нели Рангелова. Аранжимент: Емил Бояджиев.[6]
- 2004: I награда на „Бургас и морето“ – „Да можех“, текст и музика. Изпълняват: Кристина Димитрова и Орлин Горанов. Аранжимент: Емил Бояджиев.[6]
- 1997: III награда на Четвъртия национален поп рок фестивал „Сребърен Ерос“ – „Стъклено“, текст и музика. Изпълняват: „Алегро“.
- 1992: Специална награда за алтернативен рок на „Рок Златен Орфей“ – „Мъглата“, текст и музика. Изпълняват: „Алегро“.